# 克拉拉·格拉弗森
克拉拉·格拉弗森（丹麥語：Clara Graversen，2001年4月30日—），丹麥女子羽毛球運動員。

## 選手生涯
克拉拉·格拉弗森來自丹麥奥胡斯，六歲起隨家人接觸羽球。她在職業生涯初期曾與娜塔莎·安東尼森獲得2019年挪威羽毛球國際賽亞軍。
2021年，格拉弗森與耶斯珀·托夫特成為混合雙打固定搭檔，兩人先是在10月舉辦的比利時國際賽獲得亞軍，再於年底的意大利國際賽決賽以2比0（21-19、21-16）擊敗英格蘭組合羅里·伊斯頓／安妮·拉多，獲得國際賽首冠。
2022年4月，格拉弗森／托夫特在荷蘭國際賽獲亞。12月，他們在威爾斯國際賽獲得第一座國際挑戰賽冠軍。
2023年3月，格拉弗森／托夫特在波蘭公開賽再度晉級決賽但未能奪冠。5月，兩人在斯洛文尼亞公開賽決賽以直落二（21-12、21-13）戰勝印度的羅漢·卡普爾／斯基·雷迪。10月，在蘇格蘭公開賽決賽不敵隊友麥斯·維斯特加德／克莉丝汀·布施。
2024年1月，格拉弗森／托夫特在超級500級別的印尼大師賽闖入四強，最終以12－21、13－21敗於日本的綠川大輝／齋藤夏，此站為兩人搭檔以來最佳成績。2月，格拉弗森與托夫特首度在丹麥全國羽毛球錦標賽首度奪冠。4月，格拉弗森與托夫特宣告拆夥，兩人的合作在該年5月舉行的丹麥國際挑戰賽以奪冠告終。

## 主要比賽成績
只列出曾進入準決賽的國際賽事成績：
| 年份   | 賽事                       | 公開賽級別 | 項目     | 搭檔            | 成績   |
| ------ | -------------------------- | ---------- | -------- | --------------- | ------ |
| 2019年 | 挪威羽毛球國際賽           | 國際系列賽 | 女子雙打 | 娜塔莎·安東尼森 | 亞軍   |
| 2021年 | 葡萄牙羽毛球國際賽         | 國際系列賽 | 女子雙打 | 娜塔莎·安東尼森 | 準決賽 |
| 2021年 | 荷蘭羽毛球公開賽           | 國際挑戰賽 | 混合雙打 | 耶斯珀·托夫特   | 準決賽 |
| 2021年 | 比利時羽毛球國際賽         | 國際挑戰賽 | 混合雙打 | 耶斯珀·托夫特   | 亞軍   |
| 2021年 | 愛爾蘭羽毛球公開賽         | 國際挑戰賽 | 女子雙打 | 娜塔莎·安東尼森 | 準決賽 |
| 2021年 | 蘇格蘭羽毛球公開賽         | 國際挑戰賽 | 混合雙打 | 耶斯珀·托夫特   | 準決賽 |
| 2021年 | 意大利羽毛球國際賽         | 國際系列賽 | 混合雙打 | 耶斯珀·托夫特   | 冠軍   |
| 2022年 | 荷蘭羽毛球國際賽           | 國際系列賽 | 混合雙打 | 耶斯珀·托夫特   | 亞軍   |
| 2022年 | 比利時羽毛球國際賽         | 國際挑戰賽 | 混合雙打 | 耶斯珀·托夫特   | 準決賽 |
| 2022年 | 威爾斯羽毛球國際賽         | 國際挑戰賽 | 女子雙打 | 娜塔莎·安東尼森 | 準決賽 |
| 2022年 | 威爾斯羽毛球國際賽         | 國際挑戰賽 | 混合雙打 | 耶斯珀·托夫特   | 冠軍   |
| 2023年 | 波蘭羽毛球公開賽           | 國際挑戰賽 | 混合雙打 | 耶斯珀·托夫特   | 亞軍   |
| 2023年 | 斯洛文尼亞羽毛球公開賽     | 國際挑戰賽 | 混合雙打 | 耶斯珀·托夫特   | 冠軍   |
| 2023年 | 丹麥羽毛球大師賽           | 國際挑戰賽 | 混合雙打 | 耶斯珀·托夫特   | 準決賽 |
| 2023年 | 南特羽毛球國際挑戰賽       | 國際挑戰賽 | 混合雙打 | 耶斯珀·托夫特   | 準決賽 |
| 2023年 | 比利時羽毛球國際賽         | 國際挑戰賽 | 混合雙打 | 耶斯珀·托夫特   | 準決賽 |
| 2023年 | 蘇格蘭羽毛球公開賽         | 國際挑戰賽 | 混合雙打 | 耶斯珀·托夫特   | 亞軍   |
| 2024年 | 印尼羽毛球大師賽           | 超級500賽  | 混合雙打 | 耶斯珀·托夫特   | 準決賽 |
| 2024年 | 歐洲羽毛球男女子團體錦標賽 | 其他       | 女子團體 | －              | 冠軍   |
| 2024年 | 丹麥羽毛球國際挑戰賽       | 國際挑戰賽 | 混合雙打 | 耶斯珀·托夫特   | 冠軍   |

| 2018-2026年 | 總決賽 | 超級1000賽 | 超級750賽 | 超級500賽 | 超級300賽 | 超級100賽 | 國際挑戰賽 | 國際系列賽 | 未來系列賽 | 其他 |

## 外部連結
- 克拉拉·格拉弗森在BWFBadminton.com（英语）
- 克拉拉·格拉弗森在BWF.TournamentSoftware.com（英语）
- 克拉拉·格拉弗森在Flashscore（英语）
- 克拉拉·格拉弗森的Instagram帳戶